# Łeonid Hlibow
Łeonid Hlibow (ukr. Леонід Іванович Глібов, ur. 21 lutego?/5 marca 1827 we wsi Wesełyj Podił k. Chorola w guberni połtawskiej — zm. 29 października?/10 listopada 1893 w Czernihowie) – ukraiński bajkopisarz, poeta i wydawca. 
Jego zbiory poetyckie i bajki które zawierały krytykę stosunków społeczno-politycznych były wzorowane na twórczości ludowej.